# Forever Twins
Pour les articles homonymes, voir Feed.
Pour plus de détails, voir Fiche technique et Distribution.
Feed est un film dramatique américain sorti en 2017, réalisé par Tommy Bertelsen, écrit et produit par Troian Bellisario.

## Synopsis
Olivia et Matthew Grey sont deux jumeaux en dernière année de lycée. Lorsqu'elle perd subitement son frère dans un accident, Olivia commence à sombrer dans les troubles alimentaires.
Ce film ne montre pas le trouble alimentaire "typique", il montre l'expérience brute et les chutes qui les accompagnent souvent.

## Fiche technique
Sauf indication contraire, les informations mentionnées dans cette section peuvent être confirmées par la base de données cinématographiques IMDb,  présente dans la section « Liens externes ».
- Titre original : Feed
- Titre français : Forever Twins
- Réalisation : Tommy Bertelsen
- Scénario : Troian Bellisario
- Direction artistique : Paul Moyle
- Décors : Isabella Mack
- Costumes : Annie Jewell
- Photographie : Hilary Bronwyn Gayle et Michael Moriatis
- Musique : Michael Shuman
- Montage : Jennifer Vecchiarello
- Production : Troian Bellisario, Tommy Bertelsen, Ross Kohn, Nancy Leopardi et Chad W. Murray
- Sociétés de production : Indy Entertainment
- Société de distribution : Sony Pictures Home Entertainment
- Pays d’origine :  États-Unis
- Langue originale : anglais
- Format : couleur
- Genre : drame
- Durée : 95 minutes
- Dates de sortie :
  -  États-Unis : 18 juillet 2017 (en VOD)[2]
  -  Belgique,  France : 17 juillet 2017 (en VOD)

## Distribution
- Troian Bellisario : Olivia Grey[3],[4]
- Tom Felton : Matt Grey[3]
- Ben Winchell (en) : Julian
- James Remar : Tom Grey
- Paula Malcomson : Samantha Grey